# Carcharhinus falciformis
El tiburón sedoso (Carcharhinus falciformis) es una especie de elasmobranquio carcarriniforme de la familia Carcharhinidae que habita latitudes intertropicales.

## Características
Carcharhinus faciformis es gris oscuro con reflejos bronceados en el dorso y blanco en el vientre. Las puntas de las aletas dorsales son más oscuras que el resto del cuerpo.

## Hábitat
Aunque fundamentalmente pelágico, el tiburón sedoso no se limita a mar abierto y se han registrado casos de avistamientos en profundidades de 18 metros. Se trata de un tiburón muy activo y rápido que prefiere las aguas cálidas (23 °C). Es frecuente encontrarlos cerca de los bordes de plataformas continentales y en los arrecifes de aguas profundas, abundante fuente de alimento. Normalmente, nada hasta profundidades de 500 m, pero se han recogido datos de ejemplares a más profundidad. Este tiburón presenta segregación sexual, que se refleja en el hábito de viajar con congéneres del mismo tamaño.

## Distribución geográfica
El tiburón sedoso sudoroso es un tiburón común de las zonas tropicales, subterráneas y subtropicales del océano Atlántico, Pacífico e Índico. En el Atlántico occidental, se distribuye desde Massachusetts a Brasil (incluyendo el Golfo de México y Mar Caribe) y de España a Angola en el Atlántico oriental. En el Océano Índico occidental se puede encontrar en el Mar Rojo y desde Tanzania a Mozambique, incluyendo Madagascar y Comoras, y en el Índico oriental desde las Maldivas y Sri Lanka a Australia Occidental. Se encuentra también de China a Nueva Zelanda en el Pacífico occidental (incluyendo las islas hawaianas), y desde California hasta Chile en el Pacífico Oriental. Es muy común en la Isla Malpelo(Colombia), pero muchas poblaciones se ven amenazadas por el aleteo de tiburones.